# جون جانسون
جون جانسون (بالسويدية: Johan Jansson)‏ هو غطاس سويدي، ولد في 18 يوليو 1892 في ستوكهولم في السويد، وتوفي في 10 أكتوبر 1943 في حي مدينة بروما ‏ في السويد.

## وصلات خارجية
- جون جانسون على موقع أوليمبيديا (الإنجليزية)
- جون جانسون على موقع اللجنة الأولمبية السويدية (السويدية)